# ZEB1
ZEB1 (pour « Zinc finger E-box-binding homeobox 1 »), ou TCF8, est une protéine de type facteur de transcription contenant un homéodomaine. Son gène est ZEB1 porté par le chromosome 10 humain.

## Rôles
Il favorise la cancérogenèse et la progression des cancers. Il intervient dans la différenciation des cellules musculaires lisses.
Il augmente l'expression du GUCY1A3 sous-unité de la guanylate cyclase et donc l'activité de cette dernière.

## En médecine
Les mutations du gène causent plusieurs maladies : la dystrophie cornéenne postérieure polymorphe ou la dystrophie cornéenne de Fuchs dans sa forme tardive.